# ブロードウェイの子守歌 (曲)
『ブロードウェイの子守歌』 (ぶろーどうぇいのこもりうた、Lullaby of Broadway) は、1935年に出版されたハリー・ウォレン作曲、アル・ダビン作詞のポピュラー音楽。ブロードウェイのいわゆる「夜明けまで眠らない」人々やナイトライフを描いている。
ミュージカル映画『ゴールド・ディガース36年』でウィニ・ショーが歌ったのが最初であり、同年公開の『特高警察』の背景音楽として使われ、さらにジェームズ・キャグニー主演の『Gメン』のナイトクラブのシーンでジーン・コウワンが歌唱した。1935年、アカデミー歌曲賞を受賞した。

## 歌詞
「Manhattan」など他の曲と違い、「ブロードウェイ」以外の実際の場所名は出てこない。ただし歌詞の一部「The daffydils who entertain / At Angelo's and Maxie's」(アンジェロやマキシーのコーラスガール)では架空の場所が登場する。DaffydilsまたはDaffodilsはコーラス・ガールを意味するスラングである。この曲が世に出てから、ブロードウェイ内外でこの名が使用されている。

## 主なレコーディング
1935年のヒット・バージョン:
- ドージー・ブラザーズ・オーケストラ (ヴォーカル：ボブ・クロスビー)
- リトル・ジャック・リトル
- レジナルド・フォーサイス
- ハル・ケンプ (ヴォーカル：ボブ・アレン)
- チック・バロック

他のバージョン:
- 1944年、アンドリューズ・シスターズ - 1944年8月24日、デッカ・レコードで収録[4]。
- 1951年、ドリス・デイ - 1950年に2回収録。1回目は12月8日、ノーマン・ルボフ・クワイアおよびバディ・コール・カルテットと共に、アルバム『 Lullaby of Broadway』に収録された。2回目は12月28日、ハリー・ジェイムス&オーケストラと共に収録した。
- 1956年、ビング・クロスビー - 自身のラジオ番組のために収録され[5]、2009年、モザイク・レコードによりボックス・セット「The Bing Crosby CBS Radio Recordings (1954-56)」に収録された[6]。
- 1957年、トニー・ベネット - アルバム『The Beat of My Heart]』のために収録された。
- 1959年、エラ・フィッツジェラルド - フランク・デ・ヴォール・オーケストラと共にアルバム『 Ella Fitzgerald Sings Sweet Songs for Swingers』のためにヴァーヴ・レコードで収録された。
- 1962年および1963年、コニー・フランシス - アルバム『Connie Francis Sings Award Winning Motion Picture Hits』に収録された。
- 1964年、カテリーナ・ヴァレンテ - アルバム『I Happen to Like New York』のために収録された。
- 1973年、ベット・ミドラー - アルバム『Bette Midler』のために収録された。またメドレー「Optimistic Voices」でも使用された。アルバム『Live At Last』にも収録された。
- 1977年、パサデナ・ルーフ・オーケストラ - アルバム『The Show Must Go On』に収録された[7]。
- 1979年、ブラム・チャイコフスキー - シングルとして収録された[8]。
- 2003年、ダイアン・リーヴス - アルバム『A Little Moonlight』のために収録された。
- 2004年、チェルシー・クロムバッハ - デビュー・アルバム『Profile』のために収録された[9]。
- 2006年、トニー・ベネットおよびディクシー・チックス - ベネットのアルバム『Duets: An American Classic』に収録された。
- 2016年、チェリー・ポッピン・ダディーズ - 1920年代および1930年代のジャズ・スタンダードのアルバム『 The Boop-A-Doo』に収録された。アルバムのタイトルはこの曲の歌詞から採られた。

## 映画での使用
- 1936年、『メリー・メロディーズ』シリーズ『Page Miss Glory』 - ドージー・ブラザーズ・オーケストラ版およびオリジナル版が背景音楽の一部として使用された。
- 1951年、映画『ブロードウェイの子守歌 (映画)（英語版）』 - ドリス・デイが歌唱した。
- 1993年、『ライフ with マイキー』[10]

## ポピュラー・カルチャー
シットコム『Taxi』のエピソードの1つでマリル・ヘナーにより演じられた。
ブロードウェイ・ミュージカル『42ndストリート』ジュリアン・マーシュ役が演じる。1980年のオリジナル・キャストはジェリー・オーバックであった。
1976年、ウィニ・ショーのオリジナル版が45回転シングル盤でリリースされ、UKチャートで42位を獲得した。BBCのインタビューをニューヨークで受けたウィニ・ショーは再ブレイクについて「信じられない」とコメントした。
ブロードウェイにあったミルフォード・プラザ・ホテルのコマーシャルで「Lullaby of Broadway」を「Lullabuy of Broadway」として長年使用された。
『マペット・ショー』のギルダ・ラドナーのエピソードでマペットのエスキモーのグループが演じた。
1990年、リサ・スタンスフィールドのミュージック・ビデオでコール・ポーターの『Down in the Depths (On the Ninetieth Floor)』をカバーし、最初と最後にこの曲を導入した。オリジナルの映画『ゴールド・ディガース36年』のウィニ・ショーのように頭部のアップから始まり、ズームアウトで終わる。
1970年のシットコム『Alice』のエピソード「Sharples vs Sharples」でリンダ・ラヴィンとマーサ・レイが歌唱した。
2005年、ドキュメンタリー映画『ShowBusiness: The Road to Broadway』のエンドロールにイディナ・メンゼルがポップ/ヒップホップ版で収録した。
ダンスゲーム『Dance on Broadway』に収録された。